# Eva Schmidt-Kolmer
Eva Schmidt-Kolmer (* 25. Juni 1913 in Wien, Österreich-Ungarn; † 29. August 1991 in Berlin) war eine österreichisch-deutsche Medizinerin, Hochschullehrerin, Sozialhygienikerin sowie die „bedeutendste Krippenforscherin der DDR“ und trug als solche „wesentlich zur interdisziplinären Arbeit zwischen Medizin und Pädagogik bei“.

## Leben und Wirken

### Kindheit und Jugend
Eva Schmidt-Kolmer wurde als ältestes von vier Kindern einer Familie mit jüdischen Wurzeln in Wien geboren. Ihr Vater, Walther Kolmer (1879–1931), war k. k. Adjunkt, Humanmediziner und Biologieprofessor an der Universität Wien. Ihre Mutter, Lili Erika Kolmer, geb. Pereles, seit 1891 Perger (* 1887), wurde am 17. August 1942 nach Maly Trostinec deportiert und am 21. August 1942 dort ermordet.
Schon während der Schulzeit an der Mädchenoberschule in Döbling setzte sie sich für soziale Gerechtigkeit ein. Kolmer, die aktives Mitglied im Kommunistischen Jugendverband Österreichs war, verließ die höhere Schule, um sich mit der Arbeiterklasse solidarisch zu zeigen, und übernahm eine Arbeit in einer Fabrik. Als Werkstudentin bereitete sie sich auf die Matura vor, die sie 1931 extern ablegte. Bereits im Alter von 17 Jahren begann sie wissenschaftlich zu arbeiten und veröffentlichte einen Beitrag mit dem Titel Ein spezifischer Nachweis des Cadmiums.

### Studium
Ab 1932 studierte Kolmer Medizin, zusätzlich arbeitete sie noch als Hilfskraft in der Krebsforschung. Ferner war sie rege als Mitglied im Verband Sozialistischer Studenten Österreichs und in der Sozialdemokratischen Arbeiterpartei Österreichs tätig, nach deren Verbot im Jahre 1934 im Kommunistischen Jugendverband Österreich. Wegen ihrer politischen Agitationen wurde sie 1934 für kurze Zeit inhaftiert.
Das Medizinstudium konnte Eva Kolmer nicht mehr abschließen, da sie als Kommunistin mit jüdischer Abstammung Österreich nach dem Einmarsch der deutschen Truppen 1938 verlassen musste.

### Emigration und Rückkehr, Übersiedlung in die SBZ
Über die Schweiz und Frankreich emigrierte sie nach England und lebte in London. Unter dem Namen Mitzi Hartmann berichtete sie in der Publikation Austria still lives über die unruhigen Märztage des Jahres 1938 in Wien. 1939 heiratete sie in London ihren Jugendfreund Jakob Wolloch. In England war Eva Wolloch u. a. Mitbegründerin und 1939–1945 Generalsekretärin des Austrian Centre und des Free Austrian Movement sowie des Free Austrian World Movement. Ab 1941 lebte sie mit dem deutschen Kommunisten und Journalisten Heinz (Heinrich) Schmidt zusammen. 
Nach Ende des Zweiten Weltkrieges kehrte sie nach Wien zurück, da sie als Sekretärin der Kommunistischen Nationalen Ratsfraktion vorgesehen war. Sie schloss hier ihr Studium ab und arbeitete als Ärztin.
1946 übersiedelte sie mit Heinz Schmidt in den sowjetisch besetzten Teil Deutschlands und wurde Mitglied der SED. Eva Kolmer wurde rückwirkend ihre Approbation anerkannt.
1947 heiratete sie Heinz Schmidt. Aus der Ehe gingen zwei Kinder hervor.

### Wirken in der DDR
Zunächst arbeitete Eva Schmidt-Kolmer als „Abteilungsleiterin für Statistik und Information“ in der Deutschen Zentralverwaltung für Gesundheitswesen. In dieser Funktion war sie maßgebend an dem „Gesetz über den Mutter- und Kinderschutz“ beteiligt, das als eines der ersten Gesetze der 1949 gegründeten DDR am 27. September 1950 von der Volkskammer verabschiedet wurde. Darüber hinaus war sie von 1948 bis 1950 Bundessekretärin des Demokratischer Frauenbund Deutschlands (DFD). Ihr Mann war Intendant des Berliner Rundfunks. Als Westemigranten stieß das Ehepaar auf viel Misstrauen und galt als suspekt, weil sie einer Reihe von Leuten nahestanden, die im Zuge stalinistischer Schauprozesse verhaftet und verurteilt wurden. Zur damaligen Zeit wurden die ihrer Ämter enthobenen Personen zur Bewährung in die ‚Produktion‘ geschickt. So wurde die Familie 1950 nach Schwerin in Mecklenburg verbannt.
Schmidt-Kolmer leitete in Schwerin die Abteilung Gesundheitsschutz für Mutter und Kind im Ministerium für Gesundheitswesen des Landes Mecklenburg. 1954 wurden sie und ihr Mann rehabilitiert und sie kehrten zunächst nach Leipzig zurück. Dort war sie bis 1956 Assistentin am Institut für Sozialhygiene an der Karl-Marx-Universität.
Bereits ein Jahr zuvor war sie zur Leiterin des Arbeitskreises für Säuglings- und Kleinkindhygiene der Arbeitsgemeinschaft der Sozialhygieniker in der DDR berufen worden. In diesem Kreis diskutierten Pädiater die Erkenntnisse angelsächsischer Forscher (wie John Bowlby und James Robertson) über die Auswirkungen fehlender Bindungen von Heimkindern, und mit ihrer Hilfe wurden theoretische Überlegungen der noch jungen Bindungstheorie im Fachblatt Zeitschrift für ärztliche Fortbildung in der DDR teilweise publiziert. Es folgten eine Reihe von vergleichenden Entwicklungsstudien von familiengebundenen Säuglingen und Kleinkindern und institutionell in Tages- und Wochenkrippen sowie in Säuglingsheimen betreuten Kindern in der DDR. Die Untersuchungsergebnisse zeigten stets einen erheblichen Entwicklungsrückstand der Heimkinder. Die familiengebundenen Kinder zeigten in allen Entwicklungsbereichen die besten Ergebnisse. Reformideen (z. B. die stufenweise Eingewöhnung der Kinder, persönliches Spielzeug, gemischte Altersgruppen, konstante Betreuung durch das Pflegepersonal und die Förderung des Kontaktes zur Herkunftsfamilie) wurden zur Verbesserung der Betreuung in den Einrichtungen diskutiert und erprobt.
Die inzwischen promovierte (1952 zum Thema Gesundheitsschutz für Mutter und Kind) und habilitierte Medizinerin (1958 zum Thema Psychometrie bei Kindern von 0–3 Jahren und ihre Bedeutung für die Hygiene des Kindesalters) erhielt 1958 eine Berufung als Dozentin und wenig später als Professorin an der Medizinischen Fakultät der Humboldt-Universität für das Fachgebiet Sozialhygiene. Als Hochschullehrerin begründete sie die Disziplin Hygiene des Kindes- und Jugendalters, die sie in Lehre und Forschung fortan vertrat.
1959 führte sie in Güstrow ihre ersten vergleichenden Untersuchungen zwischen in Familien, Tageskrippen, Wochenkrippen und Kinderheimen aufwachsenden Kindern durch. Im gleichen Jahr wurde Eva Schmidt-Kolmer Leiterin der Abteilung für Hygiene des Kindesalters. Nach dem Bau der Berliner Mauer 1961 wurden die vergleichenden Untersuchungsergebnisse nicht mehr publiziert und die freien Forscherteams in Halle, Leipzig oder Berlin aufgelöst. Die Bindungstheorie fand keine weitere Veröffentlichung mehr, die Reformideen für die Fremdunterbringung von Säuglingen und Kleinkindern in den Einrichtungen wurden nicht weiter verfolgt und zurückgenommen. Bindungsaspekte spielten bis zur politischen Wende in der Krippenpädagogik der DDR keine Rolle mehr. Von 1966 bis 1974 war Schmidt-Kolmer Direktorin am Institut für Hygiene des Kindes- und Jugendalters. Den Namen für das Institut wählte die Direktorin bewusst, „um die Interdisziplinarität der administrativen und wissenschaftlichen Aufgaben des Gesundheitsschutzes für das gesamte Kindes- und Jugendalter deutlich zu machen“. Dieses zentral geführte Institut war federführend bei der Erarbeitung eines zentral verbindlichen Erziehungsprogramms für alle Krippen in der DDR. Schmidt-Kolmer, die an ihrer Systemnähe nie einen Zweifel aufkommen ließ, stand bis zu ihrer Emeritierung als Direktorin der Institution vor und blieb dieser auch noch nach ihrer Verabschiedung bis zu seiner Auflösung im Jahre 1990 als wissenschaftliche Beraterin eng verbunden.

### Tod
Eva Schmidt-Kolmer starb am 29. August 1991 in Berlin. Ihre Urne wurde auf dem Zentralfriedhof Berlin-Friedrichsfelde in der Gräberanlage für Opfer des Faschismus und Verfolgte des Naziregimes  beigesetzt.
Anlässlich ihres Todes schrieben ehemalige Mitarbeiter über sie:

„Bis zu ihrem Tod blieb Eva Schmidt-Kolmer den Idealen ihrer Jugend treu. Schon schwer erkrankt, trafen sie destruktive Entscheidungen im Vollzug der gesellschaftlichen Veränderungen schwer. Dazu zählt die Liquidierung zahlreicher Institutionen, wie die des von ihr gegründeten ‚Instituts für Hygiene des Kindes- und Jugendalters‘. Schmerzlich betroffen war sie davon, daß in ihren Augen Ärzte und Wissenschaftler aus Ost und West bei der Lösung von Problemen des Gesundheitsschutzes für Mutter und Kind ungenügend miteinander gewirkt haben.“

## Werk
Der Schwerpunkt ihrer wissenschaftlichen Forschungen lag auf dem Gebiet der physisch/psychischen Entwicklung von Kleinstkindern (im Alter bis drei Jahren) in Familien, Tages- und Wochenkrippen sowie Dauerheimen. Diesbezüglich kam sie zu dem Fazit, dass:
– die physisch-psychische Entwicklung der Kinder umso ungünstiger verläuft, desto größer ihre Isolation von Familie und gesellschaftlicher Umwelt ist;
– die Entwicklungs- und Gesundheitsparameter der Kinder umso günstiger ausfallen, desto harmonischer ihre Betreuung in den Familien und Tageseinrichtungen verläuft;
– die Adaptionsprozesse der Kinder beim Übergang in eine Kindereinrichtung von verschiedenen Faktoren abhängig sind: vom Alter der Kinder, von der medizinischen Anamnese, vom Entwicklungsstand, von der Art der außerfamiliären Betreuung und Gestaltung der Anpassungsperiode nach Aufnahme des Kindes in die Kindereinrichtung.
Dieser Erkenntnis folgend, plädierte Eva Schmidt-Kolmer für den systematischen Auf- und Ausbau der Tageskrippen. Unter ihrer Leitung wurden von 1971 bis 1973 bei 6000 DDR-Krippenkindern vom 1. bis zum 3. Lebensjahr die Entwicklung der Motorik, der Spielaktivitäten, der Sprache und des sozialen Verhaltens beobachtet und mit Hilfe von Testverfahren erfasst. Es zeigte sich, dass sich die Kinder umso besser entwickelten, je mehr Zeit die Eltern mit ihnen verbrachten. Insbesondere in den ersten beiden Lebensjahren hängt die gesamte psychische Entwicklung des Kindes entscheidend von der gemeinsamen Tätigkeit mit den Eltern ab.
Nach der Wende setzte sich Eva Schmidt-Kolmer für die Gründung der Interessengemeinschaft Medizin und Gesellschaft ein, einer interdisziplinären Begegnungsstätte von Philosophen, Psychologen, Medizinern und anderen wissenschaftlichen Fachleuten aus Ost und West.

## Kritik
- Schmidt-Kolmers Entwicklungstheorie ist als ein Versuch zu werten, Pädiatrie, Physiologie, Reflexologie und Widerspiegelungstheorie zu integrieren, auch wenn das Ergebnis wenig überzeugend sowie eher synkretisch ausfiel und über das Niveau eines mechanistischen und vulgär-marxistischen Sensualismus nicht hinauskam. Sie hielt an ihren Auffassungen auch dann noch fest und bestimmte mit ihnen die Krippenpädagogik der DDR wesentlich, als die ihnen zugrundeliegenden erkenntnistheoretischen Voraussetzungen selbst in der DDR schon längst überholt waren.[17][18]
- Unbeeindruckt von der lange zuvor vollzogenen kritischen Überwindung des (in stalinistisch indoktrinierten Wissenschaftskreisen grassierenden) pseudomarxistisch-behavioristischen ‚Pawlowismus‘ der 50er Jahre, hielt Schmidt-Kolmer an den Grundpositionen der Lehre vom „ersten und zweiten Signalsystem der Wirklichkeit“ fest. Andererseits verhalf sie 1957 der noch jungen Bindungstheorie zur Veröffentlichung von Aufsätzen in der Zeitschrift für ärztliche Fortbildung in der DDR. Nach dem Mauerbau 1961 negierte sie öffentlich viele Ergebnisse der synthetischen Evolutionstheorie, der Humanethologie und der internationalen Kinderpsychologie westlicher Prägung. Sie scheint sich den allgemeinen akzeptierten psychoanalytischen Einsichten verschlossen zu haben.

## Politische Mitgliedschaft
- Mitglied des 1. Volksrates der SBZ
- Mitglied des 2. Volksrates der SBZ
- Mitglied der SED
- Bundessekretärin des DFD (1948–1950)

## Auszeichnungen
- 1963 Vaterländischer Verdienstorden in Silber[19]
- 1963 Großer Stern der Völkerfreundschaft
- 1973 Banner der Arbeit
- 1983 Ehrenspange zum Vaterländischen Verdienstorden in Gold[20]

## Werke (Auswahl)
- Austria still lives. London 1938.
- Gesundheitsschutz für Mutter und Kind. Lehrbuch für Sozialhygiene. Berlin 1953.
- Leitfaden für die Erziehung in Krippen und Heimen. Berlin 1958.
- Verhalten und Entwicklung des Kleinkindes. Der Einfluß verschiedenartigen sozialen Milieus auf das kindliche Verhalten und seine Bedeutung für die Hygiene des Kindesalters. Berlin 1959.
- Pädagogische Aufgaben und Arbeitsweise der Krippen. Berlin 1968.
- als (Hrsg.): Zum Einfluß von Familie und Krippe auf die Entwicklung von Kindern in der frühen Kindheit. Berlin 1977.
- Die soziale Adaption der Kinder bei der Aufnahme in Einrichtungen der Vorschulerziehung. Berlin 1979.
- als (Hrsg.): Krippenpädagogik. Berlin 1984.
- Pädiatrie für Krippenerzieherinnen. Berlin 1985.
- Frühe Kindheit. Berlin 1986.
- Gesundheitsschutz für Kinder und Jugendliche. Berlin 1986.
- Bewegungserziehung – Bildnerische Erziehung – Musikerziehung. Lehrbuch für die medizinische Fachausbildung. Berlin 1986.